# Monumento agli operai del cantiere navale caduti nel 1970

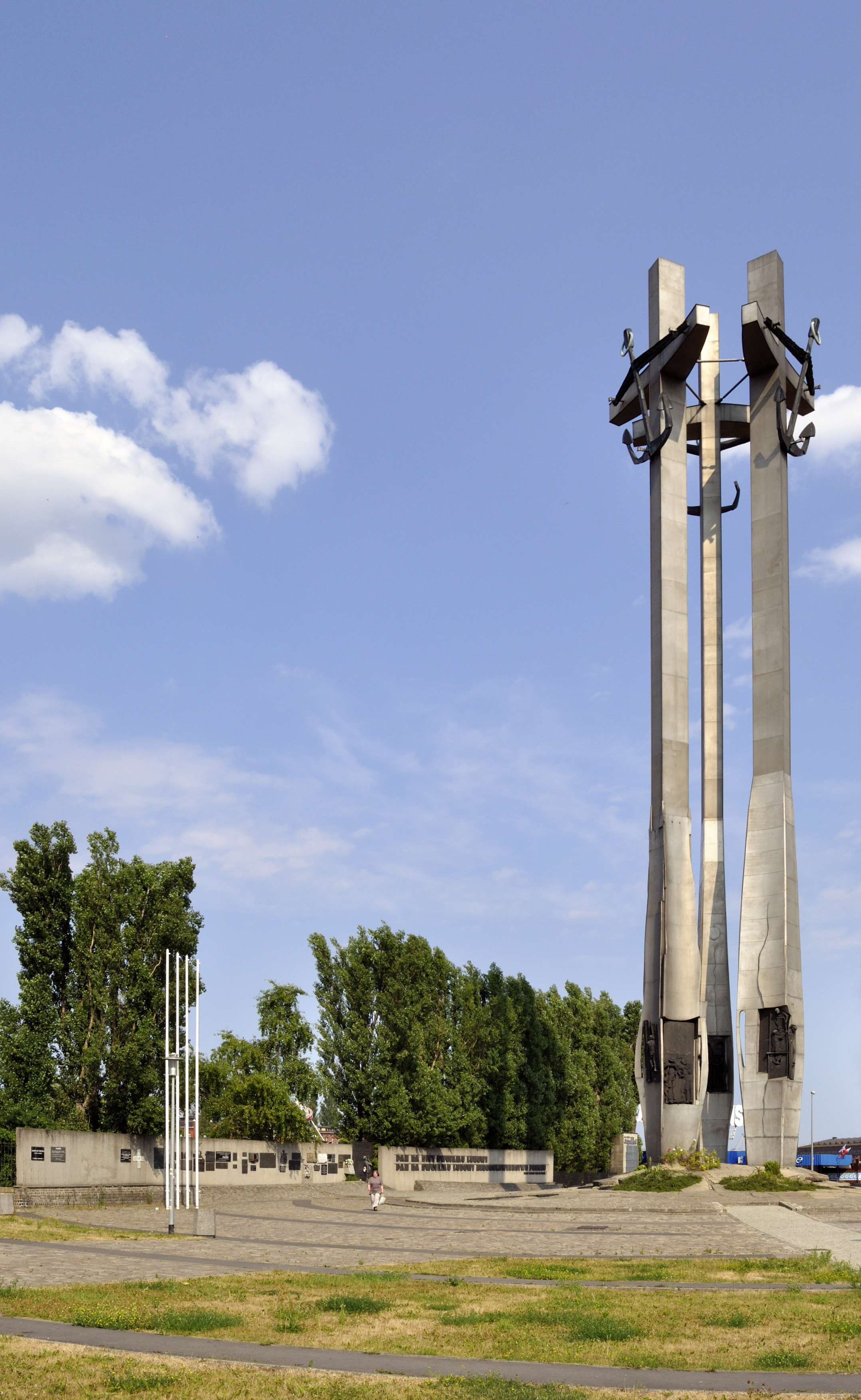
Il monumento in ricordo degli operai caduti

Il Monumento agli operai del cantiere navale caduti nel 1970 (in polacco: Pomnik Poległych Stoczniowców 1970) è un monumento situato a Danzica, in Polonia.

## Descrizione e storia
Il monumento venne progettato da Bogdan Pietruszka, Wiesław Szyślak, Wojciech Mokwiński e Jacek Krenz ed è formato da tre grandi croci (che pesano 42 tonnellate ciascuna) e da ancore (che ne pesano 2 ciascuna) e per questo il monumento è conosciuto in Polonia anche come "Tre croci". Sull'opera è riportato un passo della poesia di Czesław Miłosz intitolata Który skrzdywdziłeś e il piedistallo è adornato da bassorilievi realizzati da Robert Pelpliński e da Elżbieta Szczodrowska.
Fu costruito dal governo polacco come conseguenza dell'Accordo di Danzica stipulato dopo gli scioperi organizzati da Solidarność nell'agosto del 1980 per onorare la memoria degli operai del cantiere navale di Danzica rimasti uccisi durante le proteste polacche del dicembre 1970 ed inaugurato poi il 16 dicembre 1980.

## Galleria d'immagini

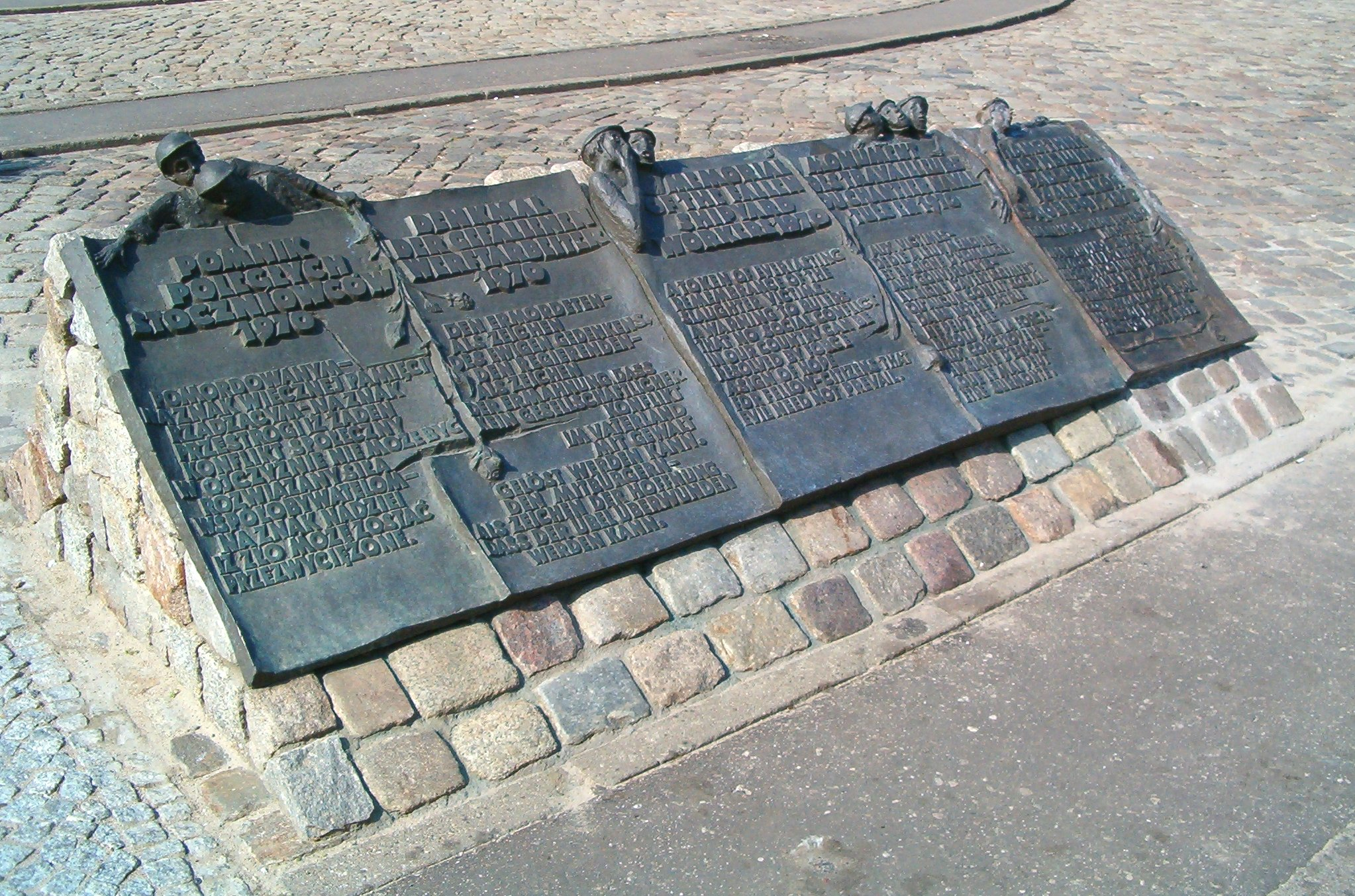
Targa commemorativa
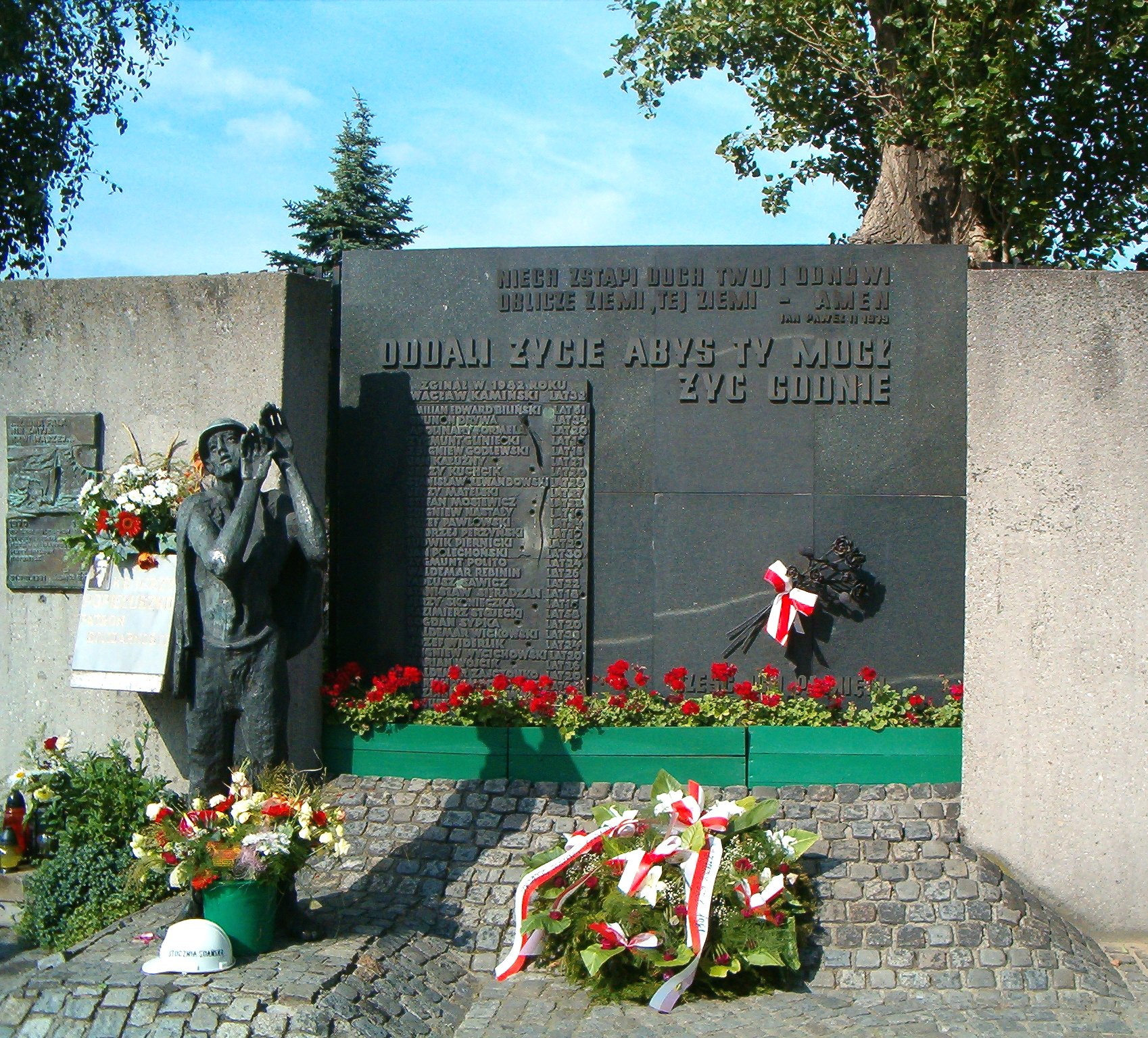
Lista degli operai rimasti uccisi nel 1970
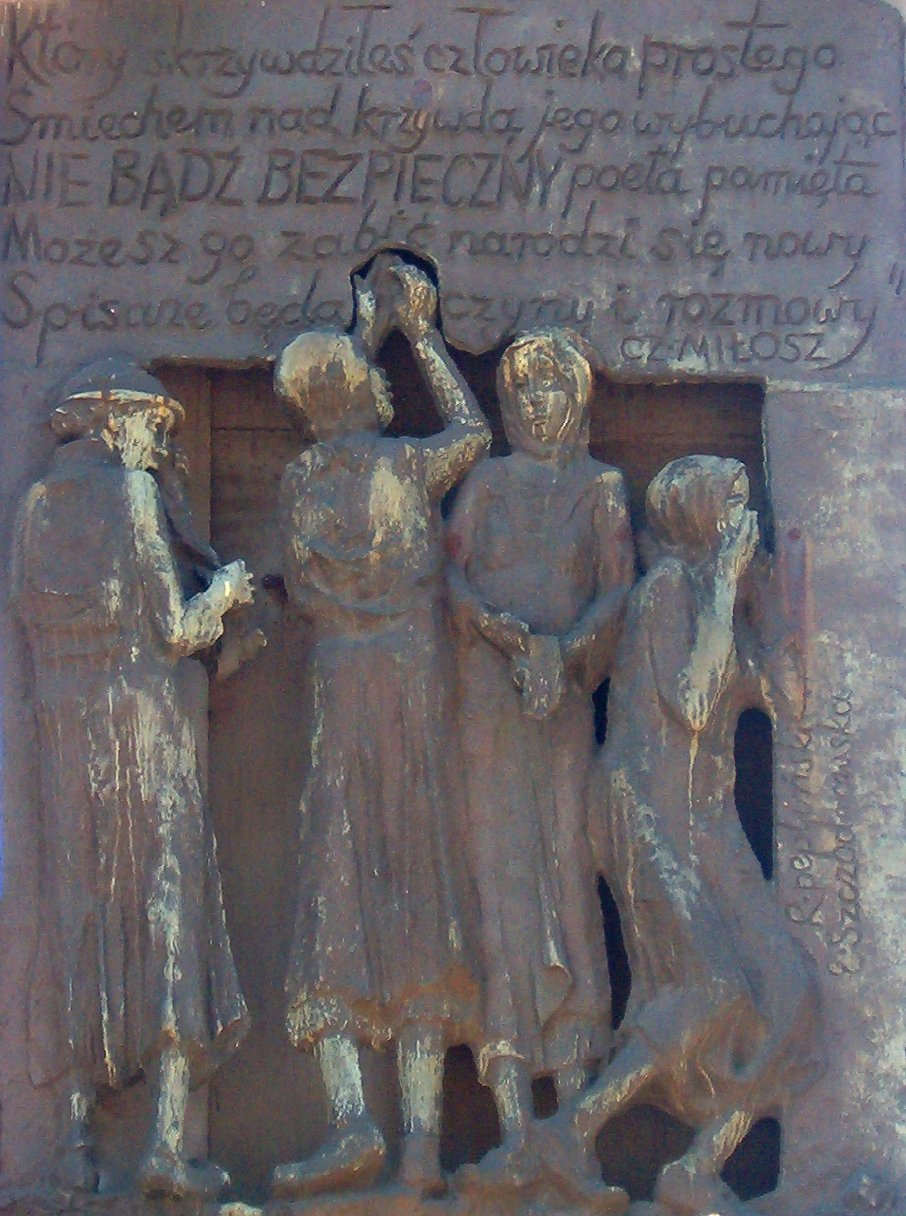
Il passo della poesia di Miłosz
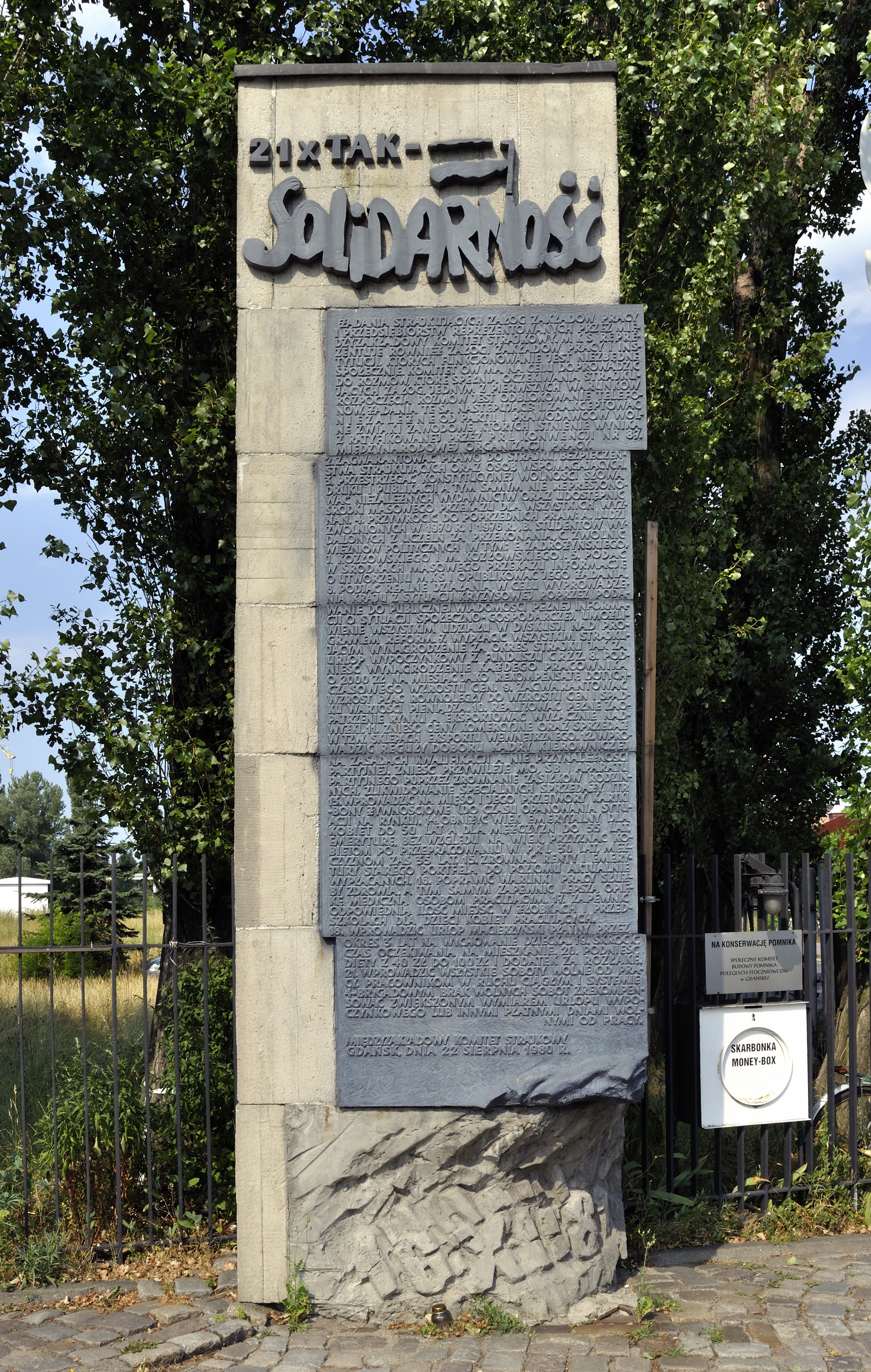